# Premier Division 2024 (Barbados)
La Premier Division 2024,anche nota come Digicel Premier League 2024 per motivi di sponsorizzazione, è stata la settantaseiesima edizione della massima serie del campionato barbadiano di calcio. Il campionato è iniziato il 28 gennaio e si è concluso il 1º giugno 2024. 
Il Weymouth Wales era la squadra campione in carica e si è riconfermato, vincendo il suo ventesimo titolo nazionale.

## Stagione

### Aggiornamenti
Dal campionato 2023 sono stati retrocessi in Division One: St. Andrew Lions, Notre Dame, BDF e Silver Sands. In virtù della riduzione del numero di partecipanti da 12 a 10, dalla Division One sono state promosse due squadre: BSA e Kickstart Rush

### Formula
Le 10 squadre partecipanti giocano un girone di andata e ritorno, per un totale di 18 giornate. Al termine del campionato, la prima classificata è campione di Barbados e si qualifica per le competizioni CONCACAF, mentre le ultime due classificate sono retrocesse in Division One.

## Squadre partecipanti
| Club           | Città        | Stagione precedente    |
| -------------- | ------------ | ---------------------- |
| Brittons Hill  | Bridgetown   | 3° in Premier Division |
| BSA            | Bridgetown   | First Division         |
| Deacons        | Bridgetown   | 8° in Premier Division |
| Ellerton       | Bridgetown   | 2° in Premier Division |
| Empire         | Bridgetown   | 7° in Premier Division |
| Kickstart Rush | Bridgetown   | First Division         |
| Paradise       | Dover        | 4° in Premier Division |
| UWI Blackbirds | Cave Hill    | 6° in Premier Division |
| Weymouth Wales | Saint Philip | Campione di Barbados   |
| Wotton         | Wotton       | 5° in Premier Division |

## Classifica
|                     | Pos. | Squadra        | Pt | G  | V  | N | P  | GF | GS | DR  |
| ------------------- | ---- | -------------- | -- | -- | -- | - | -- | -- | -- | --- |
| Barbados (bandiera) | 1.   | Weymouth Wales | 47 | 18 | 15 | 2 | 1  | 46 | 13 | +33 |
|                     | 2.   | UWI Blackbirds | 42 | 18 | 13 | 3 | 2  | 38 | 20 | +18 |
|                     | 3.   | Kickstart Rush | 33 | 18 | 10 | 3 | 5  | 29 | 19 | +10 |
|                     | 4.   | Paradise       | 29 | 18 | 8  | 5 | 5  | 37 | 26 | +11 |
|                     | 5.   | Wotton         | 25 | 18 | 7  | 4 | 7  | 31 | 27 | +4  |
|                     | 6.   | Brittons Hill  | 23 | 18 | 7  | 2 | 9  | 35 | 24 | +11 |
|                     | 7.   | Ellerton       | 20 | 18 | 5  | 5 | 8  | 28 | 31 | -3  |
|                     | 8.   | Deacons        | 20 | 18 | 5  | 5 | 8  | 28 | 34 | -6  |
|                     | 9.   | Empire         | 12 | 18 | 3  | 3 | 12 | 28 | 48 | -20 |
|                     | 10.  | BSA            | 3  | 18 | 1  | 0 | 17 | 12 | 70 | -58 |

Legenda:
      Campione di Bermuda e ammessa alle competizioni CONCACAF.
 Retrocessione diretta.